# Burgstall Auf der Burg
Der Burgstall Auf der Burg bezeichnet eine abgegangene Höhenburg in einem Waldstück ca. 670 m nordwestlich von Wimpassing, einem Gemeindeteil der niederbayerischen Gemeinde Reut im Landkreis Rottal-Inn. Die Anlage wird als Bodendenkmal unter der Aktennummer D-2-7743-0014 als „Burgstall des hohen oder späten Mittelalters“ geführt.

## Beschreibung
Der Burgstall Auf der Burg befindet sich 3,5 km südwestlich der Pfarrkirche St. Stephan von Reut. 
Die Anlage ist 40 m höher gelegen als der 350 m östlich vorbeifließende Nopplinger Bach, welcher über den Tanner Bach und den Türkenbach zum Inn führt. Ein länglicher Bereich von 25 m Länge und 15 m Breite wird durch einen Schildwall und einen leicht gebogenen Halsgraben von dem nach Osten weiter ansteigenden Bergrücken abgeriegelt. Die Innenböschung des Walls beträgt 1,5 m, die Differenz zwischen Wallkrone und Grabensohle 2,5 m. Die Außenböschung des beiderseits in die Hänge auslaufenden Halsgrabens macht 1 m aus. Der Innenraum fällt nach Westen um 1 m ab und weist drei Eingrabungslöcher auf. Am Rand ist die Anlage durch eine gesteilte Böschung gesichert. An deren Fuß verläuft eine bermenartige Stufe. In der Mitte des Schildwalls befindet sich eine Ausbuchtung in den Innenraum. Davor verläuft eine mäßig hohe Erdbrücke über den Graben.